# China Masters 2005
Das China Masters 2005 im Badminton fand vom 29. August bis zum 4. September 2005 in Peking, VR China, statt. Das Preisgeld betrug 250.000 US-Dollar.

## Austragungsort
University Students Stadium

## Sieger und Platzierte
| Disziplin    | Gold                     | Silber                            | Bronze                         |
| ------------ | ------------------------ | --------------------------------- | ------------------------------ |
| Herreneinzel | Lin Dan                  | Bao Chunlai                       | Zhu Weilun                     |
| Herreneinzel | Lin Dan                  | Bao Chunlai                       | Chen Yu                        |
| Dameneinzel  | Zhang Ning               | Zhou Mi                           | Liu Jian                       |
| Dameneinzel  | Zhang Ning               | Zhou Mi                           | Xie Xingfang                   |
| Herrendoppel | Guo Zhendong Xie Zhongbo | Choong Tan Fook Lee Wan Wah       | Keita Masuda Tadashi Ohtsuka   |
| Herrendoppel | Guo Zhendong Xie Zhongbo | Choong Tan Fook Lee Wan Wah       | Michał Łogosz Robert Mateusiak |
| Damendoppel  | Du Jing Yu Yang          | Gao Ling Huang Sui                | Ding Jiao Zhang Jian           |
| Damendoppel  | Du Jing Yu Yang          | Gao Ling Huang Sui                | Tian Qing Zhao Yunlei          |
| Mixed        | Gao Ling Zhang Jun       | Li Yujia Hendri Kurniawan Saputra | Xie Zhongbo Zhang Yawen        |
| Mixed        | Gao Ling Zhang Jun       | Li Yujia Hendri Kurniawan Saputra | Feng Chen He Hanbin            |

## Finalresultate
| Disziplin    | Sieger                   | Finalist                          | Ergebnis       |
| ------------ | ------------------------ | --------------------------------- | -------------- |
| Herreneinzel | Lin Dan                  | Bao Chunlai                       | 15:6 15:13     |
| Dameneinzel  | Zhang Ning               | Zhou Mi                           | 11:3 5:11 11:3 |
| Herrendoppel | Guo Zhendong Xie Zhongbo | Choong Tan Fook Lee Wan Wah       | 15:10 15:4     |
| Damendoppel  | Du Jing Yu Yang          | Gao Ling Huang Sui                | 15:4 17:14     |
| Mixed        | Zhang Jun Gao Ling       | Hendri Kurniawan Saputra Li Yujia | 15:7 15:13     |